# NGC 494
NGC 494 è una galassia a spirale barrata situata nella costellazione dei Pesci a una distanza di circa 227 milioni di anni luce dalla Terra.
Fu scoperta il 22 novembre 1827 da John Herschel.